# سفیدکمر
سفیدکمر (ایسمی کمر) یکی از روستاهای استان آذربایجان شرقی است که در دهستان میشو جنوبی بخش صوفیان شهرستان شبستر واقع شده‌است.این روستا طبق سرشماری سال ۱۳۸۵، تعداد ۶۴۸ نفر جمعیت داشت. 
مختصات طول و عرض جغرافیایی روستای سفیدکمر در ۴۵ درجه و ۵۱ دقیقه طول شرقی و ۳۸ درجه و ۱۴ دقیقه عرض شمالی واقع است. کریم جانبخش سفید کمر که از عوامل برق سینمای ایران است، اصالتی از این روستا دارد.

## راه ارتباطی روستا
راه‌های ارتباطی روستای سفید کمر با شهر صوفیان و با روستای همجوار می‌باشد که این روستاها شامل هارونیه، مهتر احمد، باغ وزیر، نعمت‌الله می‌باشد.

### راه اصلی روستا
راه اصلی روستا از غرب جاده اصلی صوفیان – شبستر جدا شده‌است و پس از طی مسافتی به روستا می‌رسد. راه اصلی روستا به صورت آسفالته می‌باشد و ارتباط مردم را شهرهای صوفیان و شبستر و نیز روستاهای اطراف برقرار می‌کند.

### راه فرعی روستا
راه‌های فرعی روستا که ارتباط آن‌ها را با روستاهای اطراف ایجاد می‌کند مثل روستاهای باغ وزیر، نعمت‌الله؛ و راه‌های فرعی روستا که از امتداد راه اصلی روستا نشأت گرفته‌اند و راه‌های ارتباطی مردم با قسمت‌های مختلف روستا هستند اعم از معبرهای درجه یک و درجه دو که به صورت خاکی و در برخی معابر آسفالته می‌باشند. فاصله جاده سفیدکمرتامرکزصوفیان۸کیلومترمیباشد

### عبور خط آهن از جوار روستا
روستا فاقد عبور خط آهن از جوار روستا می‌باشد.

## اقلیم روستا
در حالت کلی ایران از نظر تقسیمات اقلیم به ۴ گروه: اقلیم معتدل و مرطوب (سواحل دریای خزر)، اقلیم سرد (کوهستانهای غربی)، اقلیم گرم و خشک (فلات مرکزی)، اقلیم گرم و مرطوب (سواحل جنوبی ایران) تقسیم شده که روستای سفید کمر در گروه اقلیم سرد و کوهستانی شمال غرب قرار دارد.

## میزان تابش سالانه، زاویه تابش و درجه حرارت سالانه
میزان تابش سالیانه و درجه حرارت متوسط بر روستا در طی سالیان متفاوت بوده و در برخی از سال‌ها بیشتر و در برخی از سال‌ها کمتر بوده‌است. حداقل میزان تابش و درجه حرارت ۱۱ و حداکثر آن ۱۶ می‌باشد و در طی سال‌های ۱۳۸۸–۱۳۶۴ از این میزان کمتر و بیشتر نشده‌است و در طول این سال‌ها همواره ما بین این اعداد گزارش شده‌است.

## بادهای محلی و منطقه‌ای، جهت و سرعت باد و بادهای مطلوب و نامطلوب
مه یلی یا باد مه: این باد در فصل پاییز از سمت غرب به جنوب می‌وزد و در کل برای محصولات کشاورزی مفید است.
آغ یلی یا باد سفید: از جانب جنوب و اغلب در فصل بهار می‌وزد. در کل باد مفید و مطلوبی نیست. به دلیل نامطلوب بودن باد جنوب برای جلوگیری از وزش باد نامطلوب باغ‌ها در شرق روستا واقع شده و به دلیل وزش باد مه یلی اکثریت باغ‌های کشاورزی در شرق روستا واقع شده‌اند.

## نوع خاک اراضی
نوع خاک اراضی این منطقه اکثراً از نوع آهکی می‌باشد که به دلیل وجود سنگ‌های آهکی می‌باشد و به همین دلیل مزارع انگور در این روستا به وفور یافت می‌شود؛ و درجاهایی که خاک از نوع رسوبی یا خاک و آب مورد نیاز آب شور نباشد مزارع گندم و جو کشت می‌شود.

## آب مورد نیاز
جهت آبیاری اراضی و باغات در منطقه رودهای مختلفی وجود دارد که همگی آن‌ها فصلی و اتفاقی هستند و (۱۷ قنات وجود دارد). در منطقه علاوه بر رودخانه‌های فوق چشمه‌های زیادی هستند که برای تأمین آب آشامیدنی و کشاورزی از آن‌ها سود می‌برند. علاوه بر آن‌ها در منطقه از قنات‌ها نیز برای آشامیدن سود می‌برند در روستای سفید کمر برای تأمین منابع آب آشامیدنی و کشاورزی خود از چشمه‌ها و قنات سود می‌برند. چشمه‌هایی که در ارتفاعات وجود دارد به درون روستا هدایت شده و به کمک شیر برداشت از آب آن‌ها برای آشامیدن و شرب استفاده می‌کنند و نیز برای آبیاری زمینهای کشاورزی این روستا دارای ۱۱ حلقه نیمه عمیق می‌باشد که از آب این چاه‌ها برای مزارع و باغات استفاده می‌شود.

## حجم و نوع باغات درختی روستا
فعالیت کشاورزی در این روستا در زمینه فعالیت‌های زراعی و باغداری و دامداری و زنبورداری صورت می‌گیرد که دارای ۱۷۰ نفر افراد شاغل بوده که ۱۵/۷۲ درصد از کل شاغلین را شامل می‌شود. این روستا دارای باغ‌های درختی انگور، بادام، گیلاس، سیب و گردو می‌باشد. مقدار اراضی باغات روستا ۱۴۰ هکتار است. حجم و نوع اراضی غلات روستا در الگوی تولید زراعی غلات روستا محصولات گندم و جو کشت غالب را به خود اختصاص داده‌است. طبق استعلام جهاد کشاورزی راندمان تولید در هر هکتار گندم و جو آبی ۱۲۰۰ کیلوگرم گندم می‌باشد. کل شاغلین در این فعالیت‌ها ۱۲۰ نفر می‌باشد. مقدار اراضی زراعی روستا ۲۳۵ هکتار می‌باشد. حجم و نوع اراضی حبوبات روستا با اینکه در الگوی تولید زراعی محصولات گندم و جو بیشتر از بقیه محصولات کشت می‌شود اما کشت نخود نیز در اقتصاد روستا نقش مؤثری را ایفا می‌کند و به میزان ۱۸ تن برداشت می‌شود که کشت آن به صورت دیم می‌باشد. حجم و نوع اراضی صیفی جات روستا اراضی صیفی جات به‌طور وسیع کشت نمی‌شوند و به میزان اندک در کنار سایر محصولات برای معاش خود اهالی است و نقشی در اقتصاد روستا ندارد.